# Sportler des Jahres (Luxemburg)
Die luxemburgischen Sportler des Jahres (luxemburgisch Lëtzebuergesch Sportler vum Joer) werden jährlich seit 1954 vom Luxemburger Sportpresseverband sportspress.lu (früher Association Luxembourgeoise des Journalistes Sportifs, danach Association Luxembourgeoise de la Presse Sportive) gewählt. Seit 1962 wird auch die Mannschaft, seit 1966 die Sportlerin des Jahres gewählt.
Rekordgewinnerin ist die Tischtennisspielerin Jeanny Dom mit sieben Auszeichnungen, die sie zwischen 1970 und 1978 erhielt. Bei der Wahl im Jahr 2022 wurde von zwei Sportlern die exakt gleiche Punktzahle erreicht, während bei den Sportlerinnen die Leistung der beiden zusammen im Doppelwettkampf berücksichtigt wurde.
| Jahr | Sportler                                            | Sportlerin                                       | Mannschaft                                                 |
| ---- | --------------------------------------------------- | ------------------------------------------------ | ---------------------------------------------------------- |
| 2023 | Leandro Barreiro (Fußball)                          | Patrizia van der Weken (Leichtathletik)          | Fußballnationalmannschaft der Herren (Fußball)             |
| 2022 | Bob Jungels (Radsport) / Dylan Pereira (Motorsport) | Sarah De Nutte / Ni Xia Lian (beide Tischtennis) | Fußballnationalmannschaft der Herren (Fußball)             |
| 2021 | Charles Grethen (Leichtathletik)                    | Christine Majerus (Radsport)                     | Fußballnationalmannschaft der Herren (Fußball)             |
| 2019 | Bob Bertemes (Leichtathletik)                       | Christine Majerus (Radsport)                     | F91 Düdelingen (Fußball)                                   |
| 2018 | Bob Jungels (Radsport)                              | Christine Majerus (Radsport)                     | F91 Düdelingen (Fußball)                                   |
| 2017 | Gilles Müller (Tennis)                              | Christine Majerus (Radsport)                     | Fußballnationalmannschaft der Herren (Fußball)             |
| 2016 | Gilles Müller (Tennis)                              | Christine Majerus (Radsport)                     | Tischtennisnationalmannschaft der Frauen (Tischtennis)     |
| 2015 | Gilles Müller (Tennis)                              | Christine Majerus (Radsport)                     | Tischtennisnationalmannschaft der Frauen (Tischtennis)     |
| 2014 | Gilles Müller (Tennis)                              | Jenny Warling (Karate)                           | Tischtennisnationalmannschaft der Frauen (Tischtennis)     |
| 2013 | Dirk Bockel (Triathlon)                             | Christine Majerus (Radsport)                     | HB Esch (Handball)                                         |
| 2012 | Laurent Carnol (Schwimmen)                          | Marie Muller (Judo)                              | F91 Düdelingen (Fußball)                                   |
| 2011 | Andy Schleck (Radsport)                             | Mandy Minella (Tennis)                           | Fußballnationalmannschaft der Herren (Fußball)             |
| 2010 | Andy Schleck (Radsport)                             | Marie Muller (Judo)                              | HB Esch (Handball)                                         |
| 2009 | Andy Schleck (Radsport)                             | Elizabeth May (Triathlon)                        | Tischtennisnationalmannschaft der Frauen (Tischtennis)     |
| 2008 | Kim Kirchen (Radsport)                              | Marie Muller (Judo)                              | Fußballnationalmannschaft der Herren (Fußball)             |
| 2007 | Kim Kirchen (Radsport)                              | Elizabeth May (Triathlon)                        | Fußballnationalmannschaft der Herren (Fußball)             |
| 2006 | Fränk Schleck (Radsport)                            | Elizabeth May (Triathlon)                        | Davis-Cup-Mannschaft (Tennis)                              |
| 2005 | Kim Kirchen (Radsport)                              | Elizabeth May (Triathlon)                        | Guy Rosen & Viktoriya Fadina (Tanzsport)                   |
| 2004 | Kim Kirchen (Radsport)                              | Elizabeth May (Triathlon)                        | Davis-Cup-Mannschaft (Tennis)                              |
| 2003 | Kim Kirchen (Radsport)                              | Claudine Schaul (Tennis)                         | Davis-Cup-Mannschaft (Tennis)                              |
| 2002 | David Fiegen (Leichtathletik)                       | Tessy Scholtes (Karate)                          | Tischtennisnationalmannschaft der Frauen (Tischtennis)     |
| 2001 | Jeff Strasser (Fußball)                             | Ni Xialian (Tischtennis)                         | Tischtennisnationalmannschaft der Frauen (Tischtennis)     |
| 2000 | Kim Kirchen (Radsport)                              | Nancy Arendt-Kemp (Triathlon)                    | Ni Xialian & Peggy Regenwetter (Tischtennis)               |
| 1999 | Jeff Strasser (Fußball)                             | Anne Kremer (Tennis)                             | Tischtennisnationalmannschaft der Frauen (Tischtennis)     |
| 1998 | Dan Dethier (Triathlon)                             | Anne Kremer (Tennis)                             | Tischtennisnationalmannschaft der Frauen (Tischtennis)     |
| 1997 | Christian Poos (Radsport)                           | Nancy Arendt-Kemp (Triathlon)                    | Tischtennisnationalmannschaft der Frauen (Tischtennis)     |
| 1996 | Marc Girardelli (Ski Alpin)                         | Nancy Arendt-Kemp (Triathlon)                    | Tischtennis-Europaliga-Mannschaft der Frauen (Tischtennis) |
| 1995 | Guy Hellers (Fußball)                               | Nancy Arendt-Kemp (Triathlon)                    | Fußballnationalmannschaft der Herren (Fußball)             |
| 1994 | Marc Girardelli (Ski Alpin)                         | Raymonde Moes (Karate)                           | Tischtennisnationalmannschaft der Männer (Tischtennis)     |
| 1993 | Marc Girardelli (Ski Alpin)                         | Anne Kremer (Tennis)                             | Tischtennisnationalmannschaft der Männer (Tischtennis)     |
| 1992 | Eugène Berger (Bergsteigen)                         | Marion Hammang (Kraftdreikampf)                  | Davis-Cup-Mannschaft (Tennis)                              |
| 1991 | Marc Girardelli (Ski Alpin)                         | Malou Thill (Gewichtheben)                       | Fußballnationalmannschaft der Herren (Fußball)             |
| 1990 | Guy Hellers (Fußball)                               | Marion Hammang (Kraftdreikampf)                  | Fußballnationalmannschaft der Herren (Fußball)             |
| 1989 | Marc Girardelli (Ski Alpin)                         | Nancy Arendt (Schwimmen)                         | Fußballnationalmannschaft der Herren (Fußball)             |
| 1988 | Marc Girardelli (Ski Alpin)                         | Danièle Kaber (Leichtathletik)                   | Fußballnationalmannschaft der Herren (Fußball)             |
| 1987 | Robby Langers (Fußball)                             | Nancy Arendt (Schwimmen)                         | Fußballnationalmannschaft der Herren (Fußball)             |
| 1986 | Fonsy Grethen (Billard)                             | Danièle Kaber (Leichtathletik)                   | Jeunesse Esch (Fußball)                                    |
| 1985 | Claude Michely (Radsport)                           | Danièle Kaber (Leichtathletik)                   | Sporting Luxembourg (Basketball)                           |
| 1984 | Raymond Conzemius (Leichtathletik)                  | Jeannette Goergen (Bogenschießen)                | Basketballnationalmannschaft der Männer (Basketball)       |
| 1983 | Roland Jacoby (Sportschießen)                       | Jeannette Goergen (Bogenschießen)                | Tischtennis-Europaliga-Mannschaft der Männer (Tischtennis) |
| 1982 | Roland Jacoby (Sportschießen)                       | Carine Risch (Tischtennis)                       | Tischtennis-Europaliga-Mannschaft der Männer (Tischtennis) |
| 1981 | Fonsy Grethen (Billard)                             | Carine Risch (Tischtennis)                       | Handballnationalmannschaft der Männer (Handball)           |
| 1980 | Justin Gloden (Leichtathletik)                      | Carine Risch (Tischtennis)                       | Fußballnationalmannschaft der Herren (Fußball)             |
| 1979 | Lucien Didier (Radsport)                            | Carine Risch (Tischtennis)                       | Red Boys Differdingen (Fußball)                            |
| 1978 | Roland Bombardella (Leichtathletik)                 | Jeanny Dom (Tischtennis)                         | Tischtennis-Europaliga-Mannschaft der Männer (Tischtennis) |
| 1977 | Roland Bombardella (Leichtathletik)                 | Jeanny Dom (Tischtennis)                         | Tischtennis-Europaliga-Mannschaft der Männer (Tischtennis) |
| 1976 | Roland Bombardella (Leichtathletik)                 | Jeanny Dom (Tischtennis)                         | T71 Dudelange (Basketball)                                 |
| 1975 | Roland Bombardella (Leichtathletik)                 | Jeanny Dom (Tischtennis)                         | Tischtennisnationalmannschaft der Frauen (Tischtennis)     |
| 1974 | Marcel Balthasar (Bogenschießen)                    | Berty Krier (Tischtennis)                        | Tischtennisnationalmannschaft der Frauen (Tischtennis)     |
| 1973 | Robert Schiel (Fechten)                             | Jeanny Dom (Tischtennis)                         | Degenfecht-Nationalmannschaft (Fechten)                    |
| 1972 | Charles Sowa (Gehen)                                | Nelly Wies (Bogenschießen)                       | Tischtennisnationalmannschaft der Männer (Tischtennis)     |
| 1971 | Charles Sowa (Gehen)                                | Jeanny Dom (Tischtennis)                         | Tischtennisnationalmannschaft der Frauen (Tischtennis)     |
| 1970 | Nicolas Koob (Motorsport)                           | Jeanny Dom (Tischtennis)                         | HB Dudelange (Handball)                                    |
| 1969 | Louis Pilot (Fußball)                               | Annette Berger (Leichtathletik)                  | Jeunesse Esch (Fußball)                                    |
| 1968 | Louis Pilot (Fußball)                               | Sylvie Hülsemann (Wasserski)                     | Jeunesse Esch (Fußball)                                    |
| 1967 | Charles Sowa (Gehen)                                | Colette Flesch (Fechten)                         | HB Dudelange (Handball)                                    |
| 1966 | René Kilburg (Leichtathletik)                       | Sylvie Hülsemann (Wasserski)                     | Militär-Leichtathletikmannschaft                           |
| 1965 | René Kilburg (Leichtathletik)                       | René Kilburg (Leichtathletik)                    | Red Boys Differdingen (Fußball)                            |
| 1964 | Charles Sowa (Gehen)                                | Charles Sowa (Gehen)                             | HB Dudelange (Handball)                                    |
| 1963 | Norbert Haupert (Leichtathletik)                    | Norbert Haupert (Leichtathletik)                 | Fußballnationalmannschaft der Herren (Fußball)             |
| 1962 | Norbert Haupert (Leichtathletik)                    | Norbert Haupert (Leichtathletik)                 | BBC Etzella (Basketball)                                   |
| 1961 | Sylvie Hülsemann (Wasserski)                        | Sylvie Hülsemann (Wasserski)                     |                                                            |
| 1960 | Josy Stoffel (Turnen)                               | Josy Stoffel (Turnen)                            |                                                            |
| 1959 | Jean Link (Fechten)                                 | Jean Link (Fechten)                              |                                                            |
| 1958 | Charly Gaul (Radsport)                              | Charly Gaul (Radsport)                           |                                                            |
| 1957 | Josy Stoffel (Turnen)                               | Josy Stoffel (Turnen)                            |                                                            |
| 1956 | Charly Gaul (Radsport)                              | Charly Gaul (Radsport)                           |                                                            |
| 1955 | Charly Gaul (Radsport)                              | Charly Gaul (Radsport)                           |                                                            |
| 1954 | Charly Gaul (Radsport)                              | Charly Gaul (Radsport)                           |                                                            |